# Afrikansk unionsrätt
Afrikansk unionsrätt (AU-rätt) är den rättsordning som Afrikanska unionen grundar sig på. Den består huvudsakligen av fördrag, resolutioner och beslut som har direkt eller indirekt effekt i Afrikanska unionens medlemsstater.